# Alberndorf im Pulkautal
Alberndorf im Pulkautal ist eine Gemeinde mit 707 Einwohnern (Stand 1. Jänner 2025) im Bezirk Hollabrunn in Niederösterreich.

## Geografie
Alberndorf im Pulkautal liegt im Weinviertel in Niederösterreich. Die Fläche der Gemeinde umfasst 9,88 km², wovon 5,6 % bewaldet sind.

### Gemeindegliederung
Es gibt nur die Katastralgemeinde Alberndorf. Zur Ortschaft zählen auch die Siedlungen Am See und Europasiedlung.
Die Gemeinde gehört zur Kleinregion Initiative Pulkautal.

### Nachbargemeinden
Die Nachbargemeinden sind Haugsdorf im Westen, Hadres im Osten und Wullersdorf im Süden. Die nördliche Gemeindegrenze ist zugleich die Staatsgrenze zu Tschechien.
|           | Dyjákovičky (Klein Tajax, Tschechien)       |        |
| Haugsdorf | Kompassrose, die auf Nachbargemeinden zeigt | Hadres |
|           | Wullersdorf                                 |        |

## Geschichte
Auf dem Gebiete der Gemeinde wurden Reste einer paläolithischen Jagdstation aus der Zeit des Aurignacien dokumentiert.
Im Zuge der babenbergischen Sicherung des Grenzsaumes im Pulkautal nach 1050 siedelte sich ein Gefolgsmann namens Adalbero in Form einer „Althufe“ an. Zu diesem Hof wurden vermutlich um oder nach 1200 sieben Halblehen zugesiedelt und der Ort Adalberendorf genannt. Erst nach Verbäuerlichung des Hofes durch Aufteilung um 1400 wurde der Weinbau eine wichtige Erwerbsquelle. 1468 bestanden 15 Herbergshäuser, 1590 gab es im ganzen Ort bereits 51 Häuser.
Im Jahr 1822 wurde der Ort als Dorf mit 155 Häusern genannt, das über eine Pfarre und eine Schule verfügte. Die Herrschaft Althof Rötz besaß die Ortsobrigkeit, übte die Landgerichtsbarkeit aus und besorgte die Konskription, die Untertanen und Grundholde des Ortes gehörten den Herrschaften Althof Rötz, Kadolz, Mailberg, Schottenstift und Haugsdorf.
Im Jahr 1938 waren laut Adressbuch von Österreich in Alberndorf ein Bäcker, ein Binder, ein Fleischer, zwei Friseure, zwei Gastwirte, vier Gemischtwarenhändler, zwei Schmiede, drei Schneider und zwei Schneiderinnen, drei Schuster, ein Trafikant, ein Tischler, ein Wagner und zahlreiche Landwirte ansässig.
Mit 1. Jänner 1975 wurde Alberndorf im Zuge der Niederösterreichischen Kommunalstrukturverbesserung nach Haugsdorf eingemeindet. Diese Eingemeindung wurde mit 14. Juli 1977 (LGBL. NÖ. Nr. 073/1977) als verfassungswidrig aufgehoben und die ursprüngliche Gemeinde wiederhergestellt.

### Einwohnerentwicklung
| Alberndorf im Pulkautal: Einwohnerzahlen von 1869 bis 2025 | Alberndorf im Pulkautal: Einwohnerzahlen von 1869 bis 2025 | Alberndorf im Pulkautal: Einwohnerzahlen von 1869 bis 2025 | Alberndorf im Pulkautal: Einwohnerzahlen von 1869 bis 2025 | Alberndorf im Pulkautal: Einwohnerzahlen von 1869 bis 2025 |
| ---------------------------------------------------------- | ---------------------------------------------------------- | ---------------------------------------------------------- | ---------------------------------------------------------- | ---------------------------------------------------------- |
| Jahr                                                       |                                                            |                                                            |                                                            | Einwohner                                                  |
| 1869                                                       | 1869                                                       |                                                            | 1.087                                                      | 1.087                                                      |
| 1880                                                       | 1880                                                       |                                                            | 1.181                                                      | 1.181                                                      |
| 1890                                                       | 1890                                                       |                                                            | 1.154                                                      | 1.154                                                      |
| 1900                                                       | 1900                                                       |                                                            | 1.111                                                      | 1.111                                                      |
| 1910                                                       | 1910                                                       |                                                            | 1.119                                                      | 1.119                                                      |
| 1923                                                       | 1923                                                       |                                                            | 1.025                                                      | 1.025                                                      |
| 1934                                                       | 1934                                                       |                                                            | 995                                                        | 995                                                        |
| 1939                                                       | 1939                                                       |                                                            | 940                                                        | 940                                                        |
| 1951                                                       | 1951                                                       |                                                            | 841                                                        | 841                                                        |
| 1961                                                       | 1961                                                       |                                                            | 730                                                        | 730                                                        |
| 1971                                                       | 1971                                                       |                                                            | 653                                                        | 653                                                        |
| 1981                                                       | 1981                                                       |                                                            | 606                                                        | 606                                                        |
| 1991                                                       | 1991                                                       |                                                            | 654                                                        | 654                                                        |
| 2001                                                       | 2001                                                       |                                                            | 738                                                        | 738                                                        |
| 2011                                                       | 2011                                                       |                                                            | 734                                                        | 734                                                        |
| 2021                                                       | 2021                                                       |                                                            | 736                                                        | 736                                                        |
| 2025                                                       | 2025                                                       |                                                            | 707                                                        | 707                                                        |
| Quelle(n): Statistik Austria, Gebietsstand 1.1.2021        |                                                            |                                                            |                                                            |                                                            |

## Kultur und Sehenswürdigkeiten

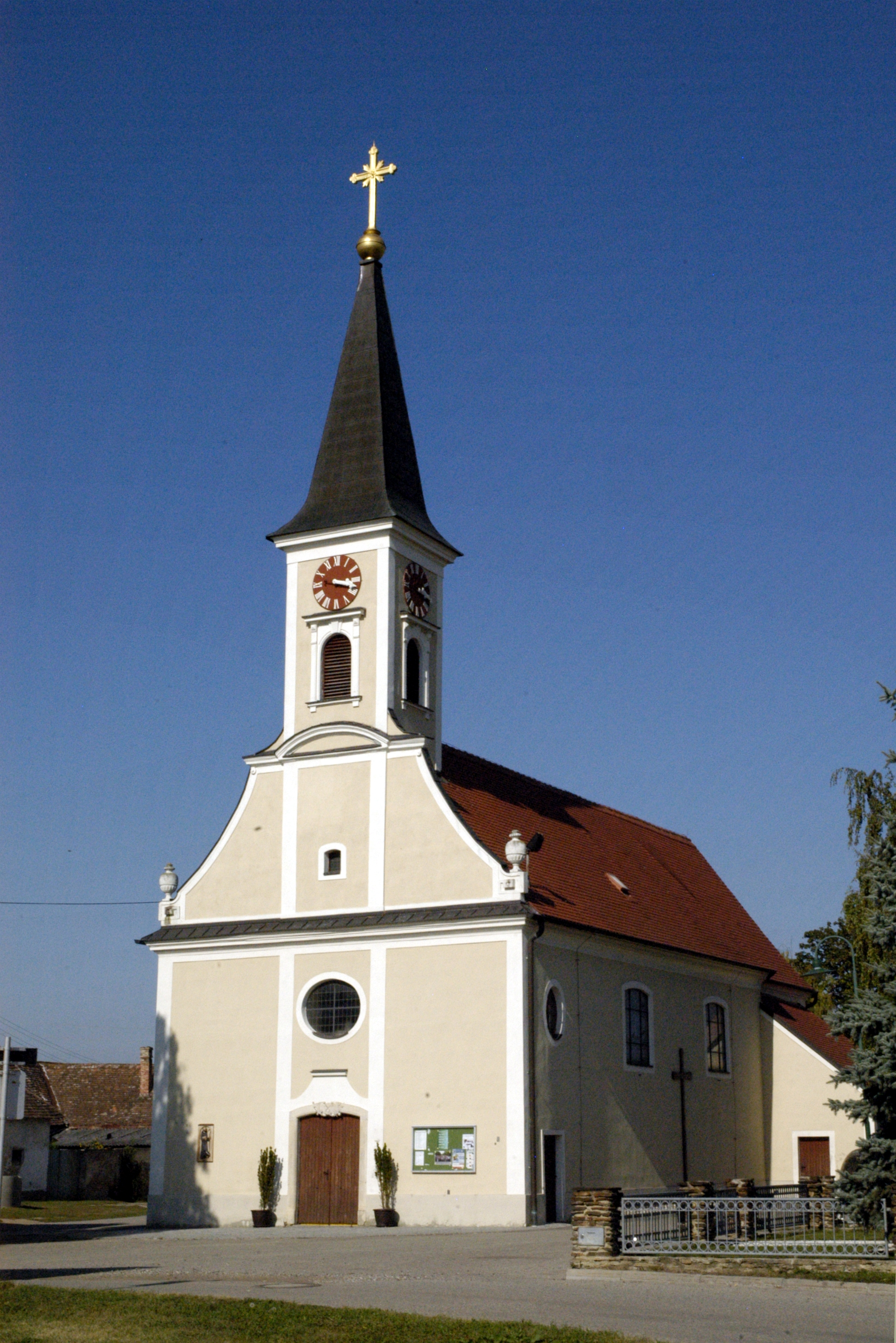
Pfarrkirche Alberndorf

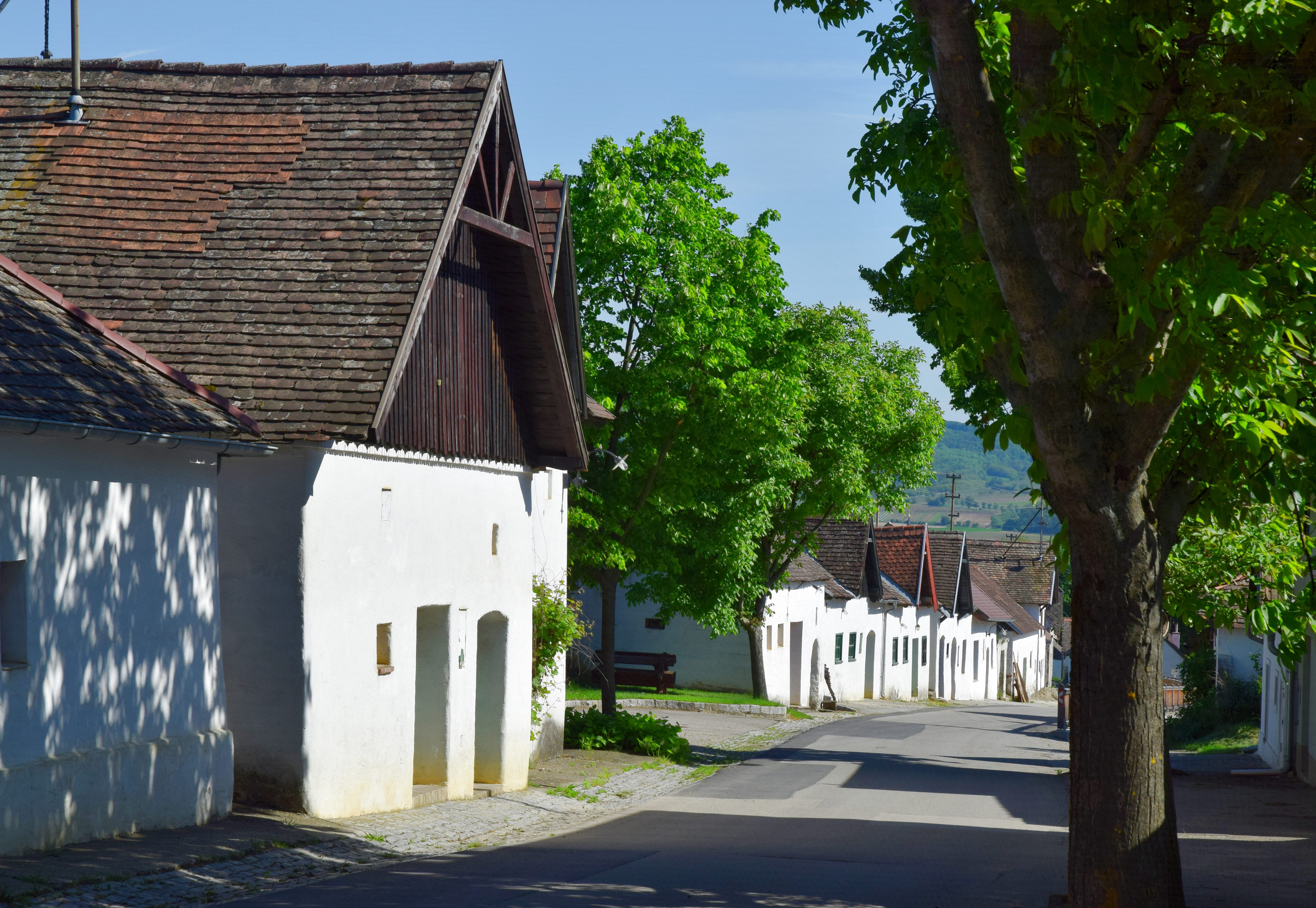
Kellergasse in Alberndorf im Pulkautal

- Katholische Pfarrkirche Alberndorf im Pulkautal hl. Laurentius
- Heidbergwarte, eine Aussichtswarte

## Wirtschaft und Infrastruktur
Im Jahr 2010 gab es 52 land- und forstwirtschaftliche Betriebe (104 im Jahr 1999). Davon waren 16 Haupterwerbsbetriebe, diese bewirtschafteten 69 Prozent der Flächen. Im Produktionssektor sind in zwei Betrieben 25 Arbeitnehmer mit der Herstellung von Waren beschäftigt. Der Dienstleistungssektor gibt in 21 Betrieben 57 Menschen Arbeit. Diese sind überwiegend im Handel und in sozialen und öffentlichen Diensten beschäftigt (Stand 2011).

### Verkehr
- Straße: Alberndorf liegt an der Pulkautal Straße (B 45).
- Bahn: Die Pulkautalbahn, die durch Alberndorf führte, ist stillgelegt.

### Bildung
In der Gemeinde befinden sich ein Kindergarten und eine Volksschule.

## Politik

### Gemeinderat
Der Gemeinderat hat 15 Mitglieder.
- Nach den Gemeinderatswahlen in Niederösterreich 1990 hatte der Gemeinderat folgende Verteilung: 7 HLA–Heimatliste Alberndorf, 5 ÖVP und 3 SPÖ.
- Nach den Gemeinderatswahlen in Niederösterreich 1995 hatte der Gemeinderat folgende Verteilung: 9 HLA–Heimatliste Alberndorf, 3 SPÖ, 2 ÖVP und 1 FPÖ.[10]
- Nach den Gemeinderatswahlen in Niederösterreich 2000 hatte der Gemeinderat folgende Verteilung: 10 HLA–Heimatliste Alberndorf, 3 ÖVP, 2 SPÖ und 1 FPÖ.[11]
- Nach den Gemeinderatswahlen in Niederösterreich 2005 hatte der Gemeinderat folgende Verteilung: 8 HLA–Heimatliste Alberndorf, 4 ÖVP, 2 SPÖ und 1 FPÖ.[12]
- Nach den Gemeinderatswahlen in Niederösterreich 2010 hatte der Gemeinderat folgende Verteilung: 8 HLA–Heimatliste Alberndorf, 5 ÖVP, 1 FPÖ und 1 SPÖ.[13]
- Nach den Gemeinderatswahlen in Niederösterreich 2015 hatte der Gemeinderat folgende Verteilung: 6 ÖVP, 5 HLA–Heimatliste Alberndorf, 2 FPÖ und 2 SPÖ.[14]
- Nach den Gemeinderatswahlen in Niederösterreich 2020 hatte der Gemeinderat folgende Verteilung: 7 ÖVP, 5 HLA–Heimatliste Alberndorf, 2 FPÖ und 1 SPÖ.[15]
- Nach den Gemeinderatswahlen in Niederösterreich 2025 hat der Gemeinderat folgende Verteilung: 6 HLA, 4 FPÖ, 4 ÖVP und 1 SPÖ.[16]

### Bürgermeister
- bis 2015 Johann Neubauer (HLA)
- 2015–2025 Christian Hartmann (ÖVP)
- seit 2025 Manfred Baumgartner (FPÖ)[17]

## Persönlichkeiten

### Söhne und Töchter der Gemeinde
- Leopold Birstinger, 1903–1983, Maler